# Infiammazione cronica

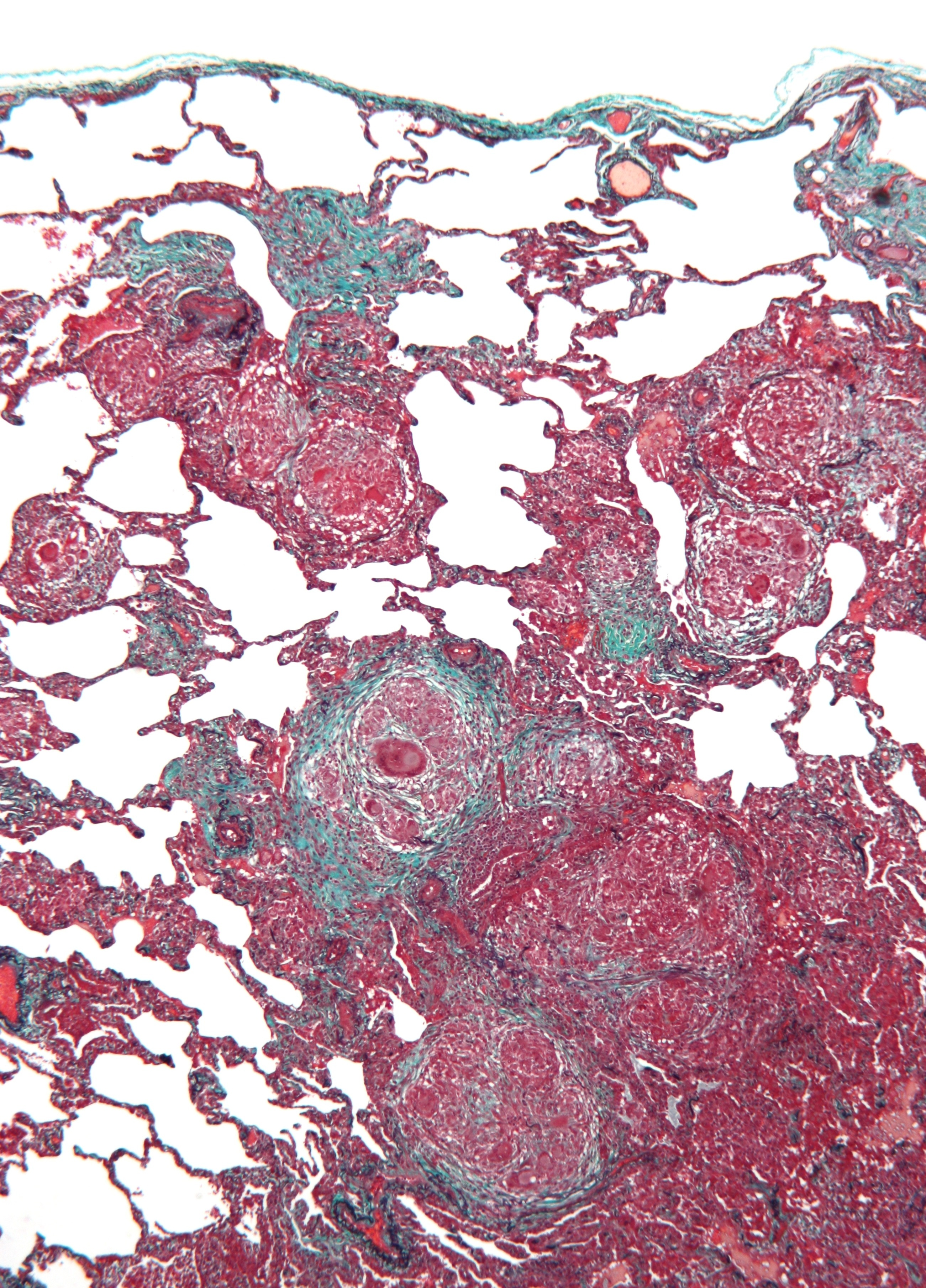
Infiammazione cronica interstiziale (principalmente linfociti e granulomi) in un quadro di polmonite da ipersensibilità caratterizzato da fibrosi e alveolite

L'infiammazione cronica, o istoflogosi, in medicina, è un processo flogistico di lunga durata in cui coesistono l'infiammazione attiva, la distruzione tissutale e i tentativi di riparazione. Le infiammazioni croniche possono derivare da una persistenza degli antigeni flogogeni in seguito ad un'infiammazione acuta non completamente risolta; è possibile che tali agenti non siano raggiungibili da parte dei sistemi di difesa, oppure che le sostanze litiche non siano in grado di digerirli. L'indice di cronicità dell'infiammazione è dato dalla quantità di tessuto di granulazione che è stato formato dai fibroblasti e dal livello della linfocitosi sviluppatasi.
È tuttavia più frequente che un'infiammazione cronica nasca già cronica: questo genere di reazione vede una prevalenza dei fenomeni cellulari (richiamo chemiotattico di cellule infiammatorie) su quelli vascolari (iperemia), che sono talvolta assenti. I granulociti neutrofili sono sempre meno coinvolti man mano che la cronicizzazione è più spiccata, mentre la presenza di macrofagi, il tessuto di granulazione, l'angiogenesi e l'accumulo degli altri leucociti caratterizzano anche le infiammazioni croniche.

## Eziologia
- Infezioni persistenti (ad es. tubercolosi, sifilide...)
- Esposizione prolungata ad agenti tossici (silicosi, cirrosi, aterosclerosi...)
- Reazioni autoimmuni e di ipersensibilità

### Meccanismi di cronicizzazione
Più nello specifico si può determinare che la persistenza della flogosi e/o la trasformazione in flogosi cronica dipenda:
- Persistenza della causa
- Materiale ineliminabile (polveri di metalli)
- Virulenza dell'agente patogeno
- Scarsa capacità della prima reazione infiammatoria
- Diminuite capacità immunologiche del soggetto  (come in caso di CGD)
- Mancato switch fentipico nei macrofagi e cellule T
- Infiltrazione di Suppressor cell
- Prolungata ed eccessiva risposta
- Risposta sub-ottimale.

### Cause
Le cause si classificano in primarie o secondarie:
- Primarie
  - Resistenza agli agenti infettivi: tubercolosi, lebbra;
  - Materiale endogeno: materiale necrotico;
  - Materiale esogeno: polveri, metalli pesanti;
  - Patologie autoimmuni: infiltrazione di MDSC che sopprimono l'attività delle cellule T;
  - Patologie infiammatorie croniche a eziologia sconosciuta (Malattia di Crohn)
- Secondarie
  - Progressione di un'infiammazione acuta
    - Favorita da sopportazione
    - Favorita da scarsa capacità della prima risposta infiammatoria
    - Favorita da immunodeficienza

  - Episodi ricorrenti di infiammazione acuta.

## Caratteristiche patogenetiche
- Infiltrazione di cellule mononucleate macrofagi, linfociti, plasmacellule
- Distruzione o necrosi tissutale, indotta soprattutto dalle cellule infiammatorie
- Tentativi di riparazione del tessuto danneggiato: angiogenesi e fibrosi (deposizione di connettivo)

### Ruolo del macrofago
Il macrofago è il protagonista dell'infiammazione cronica e la sua attivazione può avvenire in maniera:
- Immune: il linfocita T attivato agisce sul monocita macrofago che attiva il macrofago.
- Non immune: endotossine, fibronectina e altri mediatori agiscono sul monocita macrofago...

I prodotti rilasciati dai macrofagi attivati sono:
- Enzimi: proteasi neutre (elastasi, collagenasi..) e idrolasi acide (lipasi acida, fosfatasi acida).
- Proteine plasmatiche: componenti del complemento e fattori della coagulazione.
- Specie reattive dell'O2: radicale ossidrile, perossido di idrogeno.
- Metaboliti dell'acido arachidonico: leucotrieni, prostaglandine.
- Fattori di crescita
- Citochine
- Ossido nitrico (porta a fibrosi e danno tissutale)

Durante l'infiammazione cronica i macrofagi si accumulano per un reclutamento continuo di monociti dal circolo, per proliferazione locale dei macrofagi residenti e per loro immobilizzazione nel tessuto infiammato, dovuta al potente richiamo chemiotattico.

### Altre cellule caratteristiche dell'infiammazione cronica
- Linfociti B (plasmacellule) che producono anticorpi diretti contro antigeni presenti nella sede dell'infiammazione, o contro componenti tissutali modificati.
- Linfociti T
- Mastociti
- Eosinofili

## Tipologie di infiammazione cronica

### Infiammazione cronica suppurativa
Interviene in seguito a mancata rimozione dell'agente causale. Il pus, formato dai leucociti morti durante il processo infiammatorio, si accumula in cavità che possono essere:
- preesistenti: in questo caso la patologia prende il nome di empiema, che si può verificare a carico del pericardio (piopericardio), del peritoneo (pioperitoneo), delle capsule articolari (pioartro) ecc.
- neoformate: la reazione infiammatoria causa distruzione di parte del parenchima di un organo pieno, formando una cavità ripiena di pus che prende il nome di ascesso.

### Infiammazione granulomatosa
È un tipo particolare di reazione infiammatoria cronica caratterizzata dall'accumulo di macrofagi attivati: questi vengono sovrastimolati dalla persistenza dell'agente lesivo e si gonfiano, assumendo l'aspetto di cellule epitelioidi. Spesso le cellule epitelioidi si fondono tra di loro e formano le cellule giganti tipo Langhans, che possono contenere fino a 20 nuclei.
Le possibili cause dello sviluppo di un granuloma sono:
- Corpi estranei asettici (fibre, spine, schegge)
- Non viventi a struttura organica: olii, paraffine, cellulose, carragenine
- Non viventi a struttura inorganica: talco, berillio, amianto (asbestosi), limatura di ferro (siderosi nera), ossido di ferro (siderosi rossa), cristalli di silice pura come cristobalite e trimidite (silicosi).
- Parassiti: tenia echinococco (cisti ripiene di liquido e di tenie nel fegato, nel cervello e nel polmone), filaria, schistosomi, leishmania tropica e tripanosomi.
- Batteri: bacillo di Koch (tubercolosi), bacillo di Hansen (lebbra), treponema pallido (sifilide), klebsiella, mallomyces mallei, linfoadenite da graffio di gatto e linfogranuloma venereo.
- Virus
- Miceti: granuloma actinomicotico.

#### Granulomi da corpi estranei
Detti anche granulomi asettici per l'assenza di agenti biologici al loro interno, si sviluppano quando il materiale è troppo massiccio per poter essere fagocitato oppure quando la sua composizione non permette ai macrofagi di eliminarlo mediante i loro sistemi di degradazione (per esempio, in caso di inalazione di particelle di asbesto, quarzo o limatura di ferro). Le cellule epitelioidi e le cellule giganti di Langhans circondano il corpo estraneo aderendo alla sua superficie e isolandolo dall'ambiente circostante, pur non riuscendo ad eliminarlo.

#### Granulomi immunologici
Detti anche granulomi settici, sono caratterizzati dalla persistenza dell'organismo o di sue parti non digerite e da una risposta immunitaria mediata da linfociti T. L'esempio più comune consiste nel granuloma tubercolare, dovuto ad infezione da parte di Mycobacterium tuberculosis: questo batterio è in grado infatti di sfuggire ai meccanismi di killing intracellulare dei macrofagi grazie alla sua spessa parete cellulare, comune a tutti i micobatteri, e di provocare la lisi dei fagociti. L'attivazione macrofagica, e le sostanze citosoliche che vengono liberate nell'alveolo polmonare dopo la lisi della cellula, forniscono un fortissimo richiamo chemiotattico verso i linfociti T, che giungono in loco causando lo sviluppo del granuloma. Questo si manifesta morfologicamente con:
- una parte centrale in necrosi caseosa, costituita da quel che rimane dei macrofagi lisati e dai micobatteri;
- un anello più esterno di cellule epitelioidi e cellule giganti di Langhans;
- un ultimo anello di linfociti e plasmacellule; più esternamente si può talvolta riscontrare la presenza di una capsula connettivale secreta dai fibroblasti attivati dall'infiammazione.

L'aspetto morfologico non segue sempre questi canoni e, pertanto, può essere necessaria l'identificazione dell'agente eziologico mediante esami di laboratorio ai fini di una corretta diagnosi. Il granuloma può rimanere silente per molti anni, ma si riattiva immediatamente in conseguenza di fenomeni di immunodepressione anche lievi, estendendosi sempre più nel parenchima polmonare e causando la comparsa di grosse caverne. L'evoluzione più frequente è verso la necrosi, mentre la guarigione comporta sclerosi con formazione di cicatrici deturpanti.